# Kuressaare
Kuressaare és una ciutat situada a l'illa de Saaremaa a Estònia. És la capital del Comtat de Saare. Kuressaare és la ciutat més occidental d'Estònia. La població registrada l'1 de gener de 2018 era de 13.276 habitants.

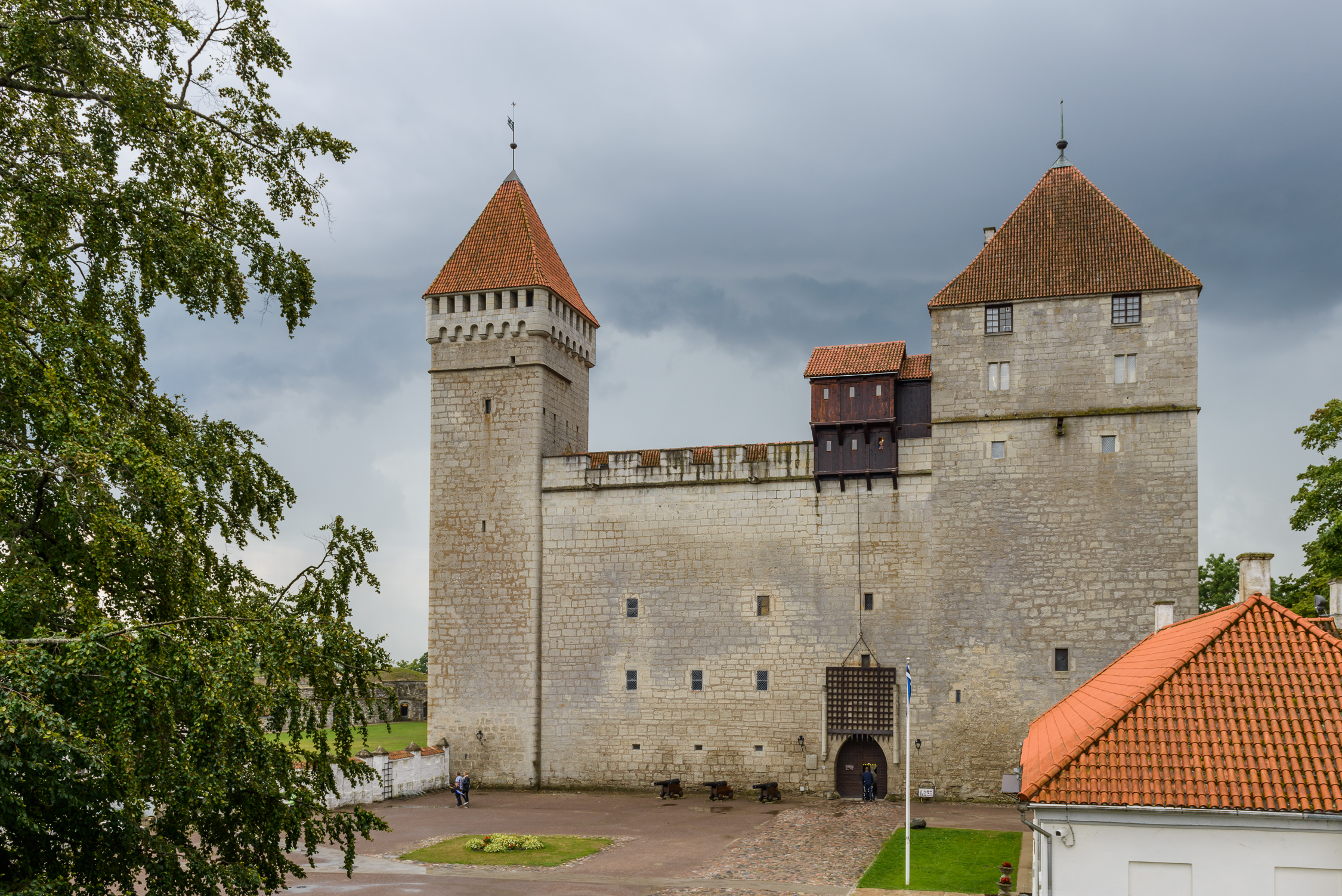
Castell de Kuressaare.

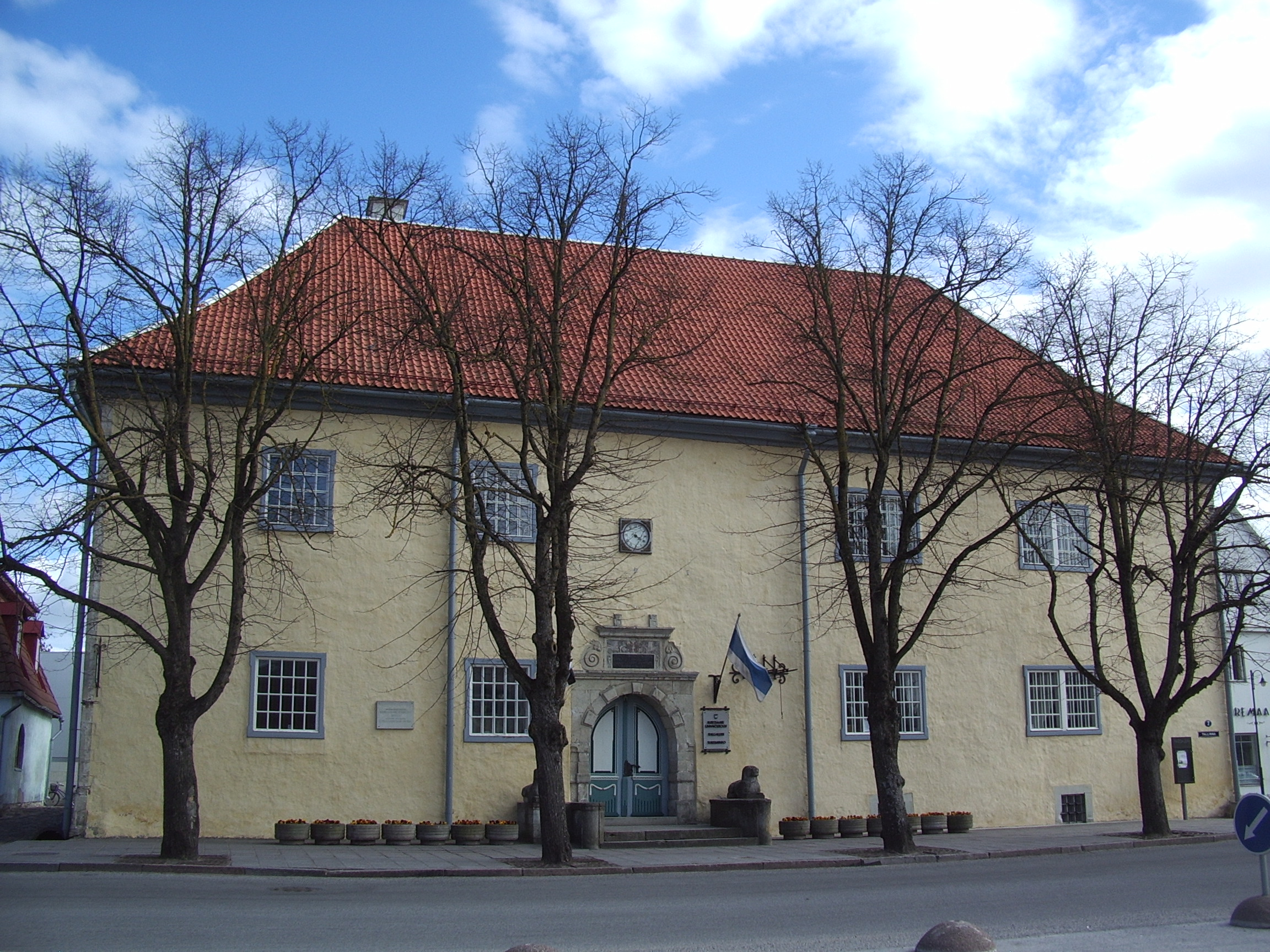
Ajuntament.

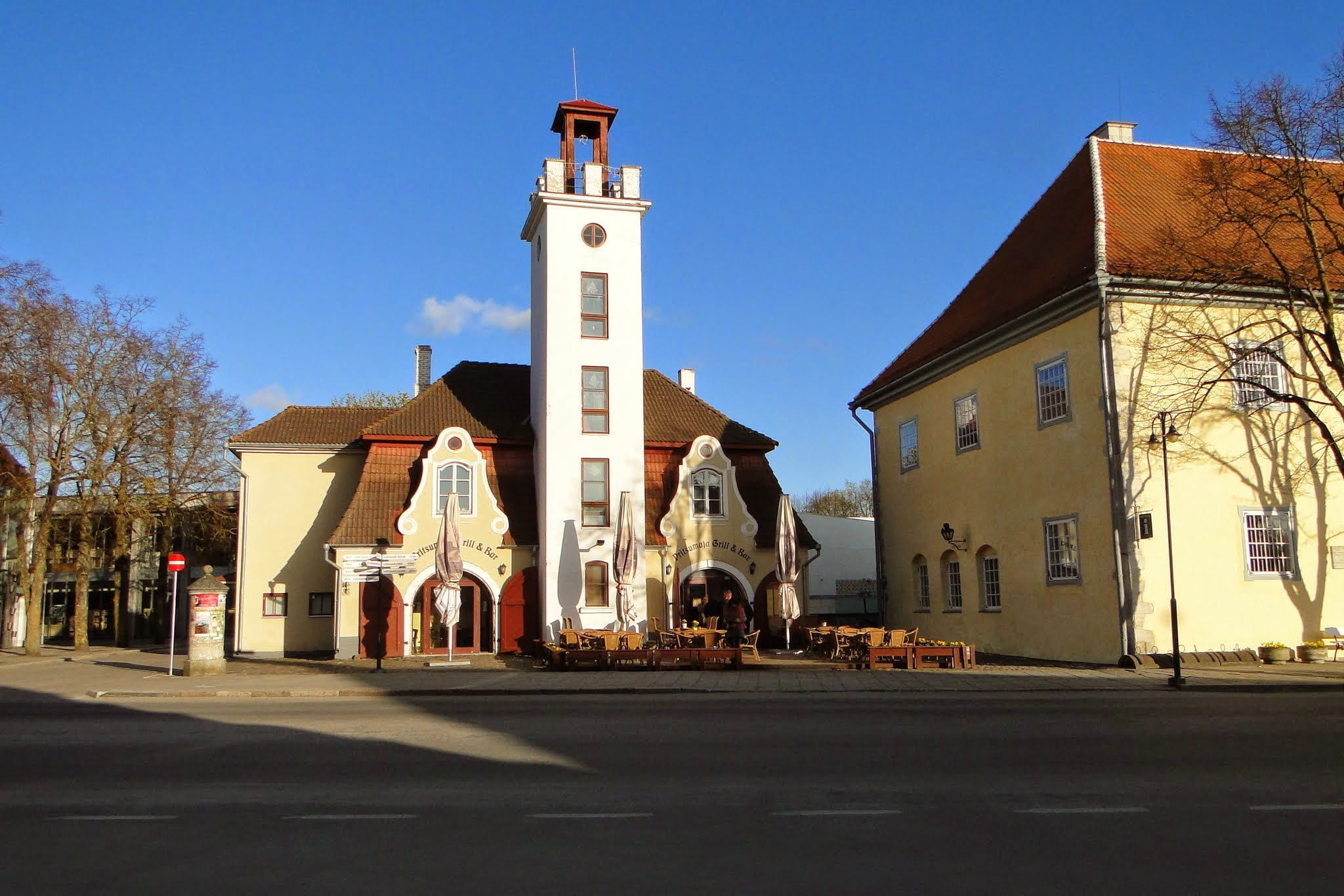
Edificis històrics del centre de la ciutat.

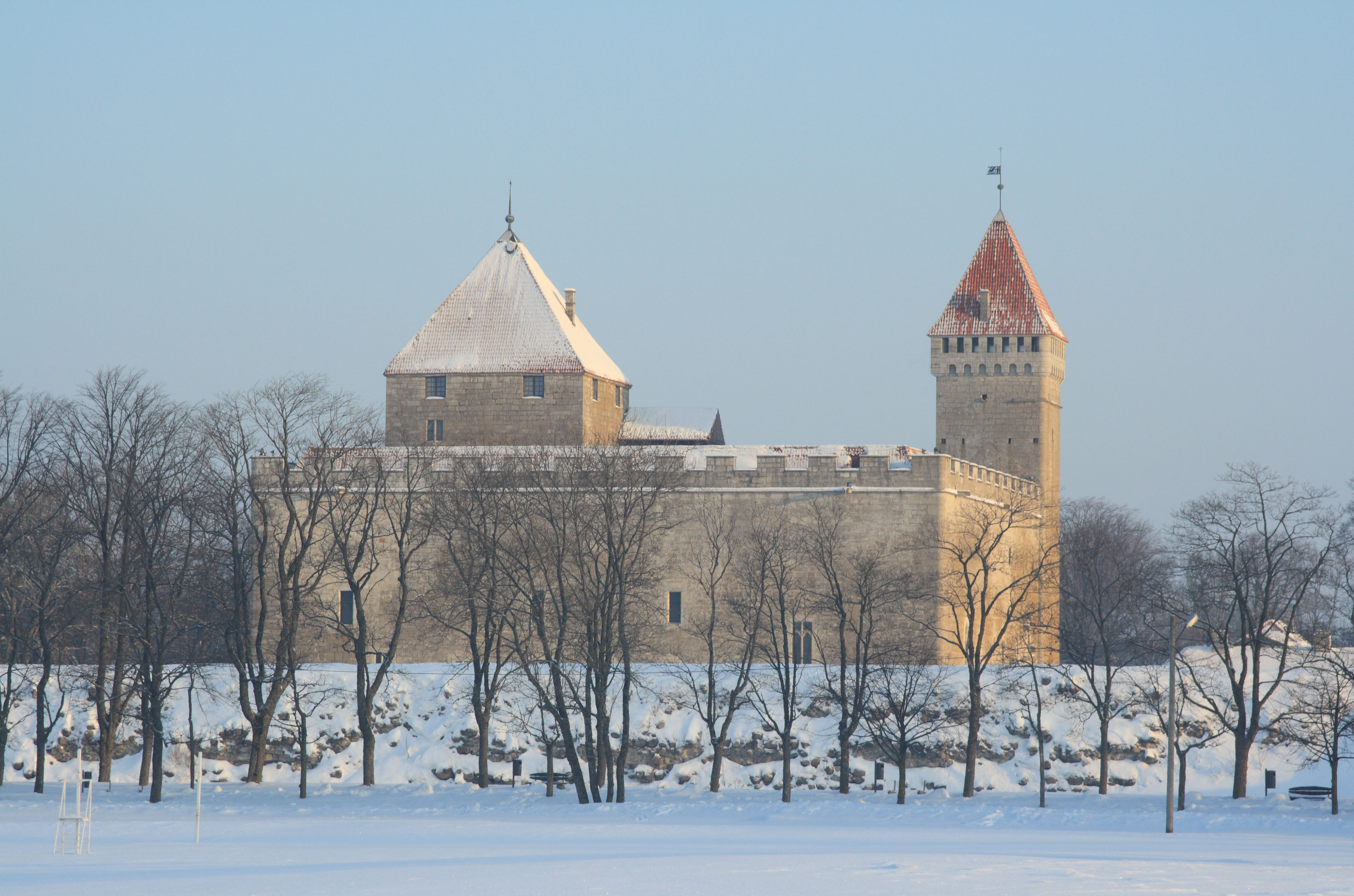
Castell de Kuressaare a l'hivern.

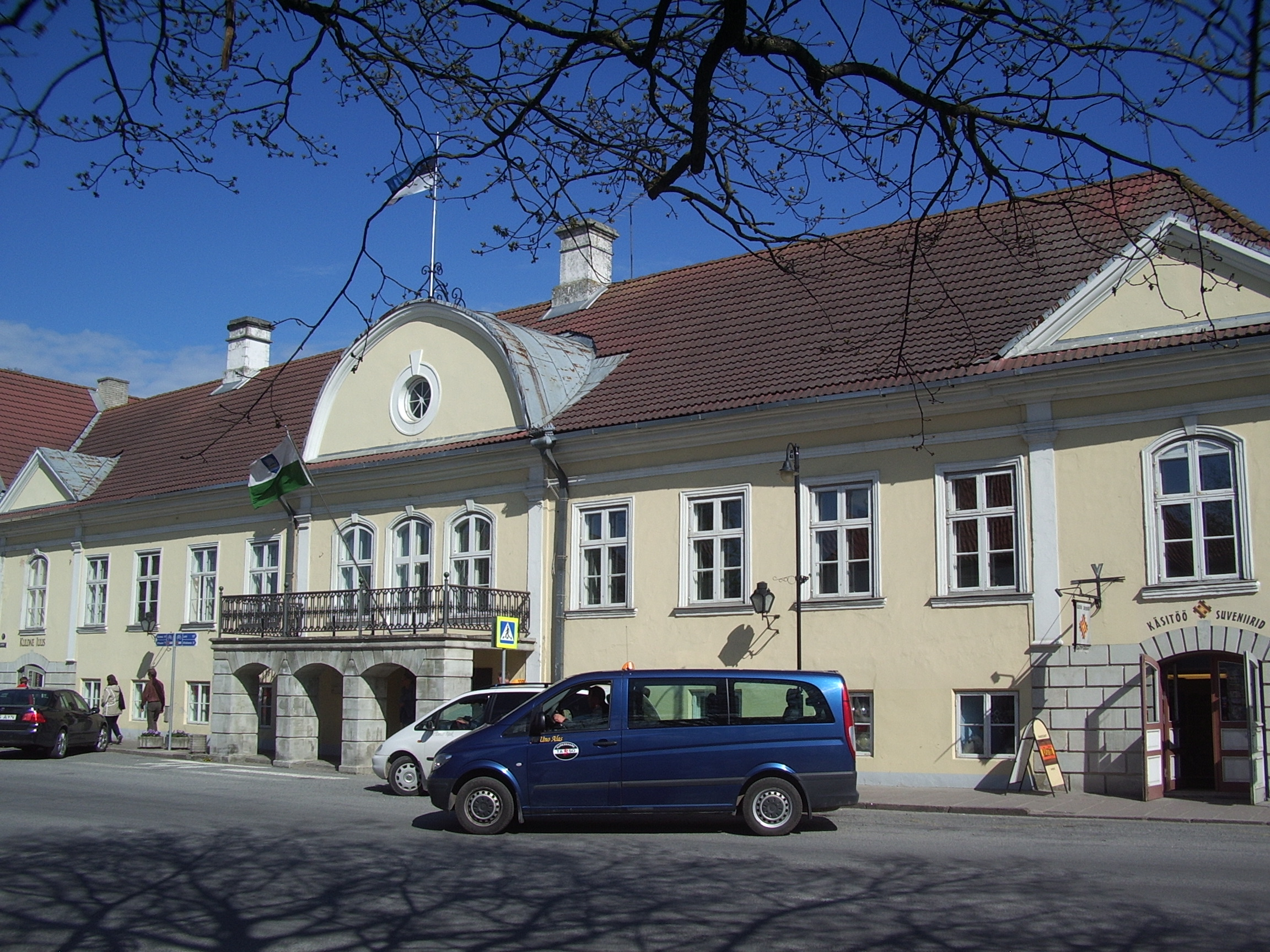
Antiga Casa de la Cavalleria d'Oesel.

La ciutat està situada a la costa sud de l'illa de Saaremaa, davant del golf de Riga del mar Bàltic, i és servida per l'aeroport de Kuressaare, el port de Roomassaare i el port de iots de Kuressaare.

## Denominacions
El nom històric de la ciutat és Arensburg (de l'alt alemany mitjà a(a)r: àliga, rapinyaire) representa la denotació llatina arx aquilae per al castell de la ciutat, el Castell de Kuressaare. La fortalesa i l'àguila, símbol tetramorf de Joan Evangelista, també estan representades a l'escut d'armes de Kuressaare.

## Història
Evolució cronològica de la ciutat:
- Comtat de Saare pre–1227
- Arxidiòcesi de Riga 1227–1228
- Bisbat d'Ösel-Wiek 1228–1236
- Comtat de Saare 1236–1241
- Bisbat d'Ösel-Wiek 1241–1261
- Comtat de Saare 1261–1262
- Bisbat d'Ösel-Wiek 1262–1343
- Comtat de Saare 1343–1345
- Bisbat d'Ösel-Wiek 1345–1560
- Bisbat d'Ösel-Wiek (controlat per Dinamarca) 1560–1572
- Regne de Dinamarca 1572–1645
- Regne de Suècia 1645–1704
- Tsarat Rus 1710–1721
- Imperi Rus 1721–1917
- República Russa 1917
- Imperi Alemany 1917–1918
- República d'Estònia 1918–1940
- Unió Soviètica 1940–1941
- Alemanya Nazi 1941–1944
- Unió Soviètica 1944–1990
- República d'Estònia 1990–avui

## Barris de Kuressaare
La ciutat té nou barris:
- Ida-Niidu
- Kesklinn
- Kellamäe
- Marientali
- Põllu alev
- Roomassaare
- Smuuli
- Suuremõisa
- Tori

## Cultura
El castell episcopal medieval de Kuressaare acull avui el Museu Regional de Saaremaa. El castell de fusta original es va construir entre 1338 i 1380, tot i que altres fonts afirmen que es va construir una fortalesa a Kuressaare ja el 1260.
L'edifici de l'ajuntament de la ciutat va ser construït el 1654, i restaurat, conservant els trets classicistes i barrocs. Fou restaurat a la dècada de 1960 amb escales de dolomita al davant. L'església de Sant Nicolau va ser construïda l'any 1790.
Els anuals "Dies de l'Òpera de Saaremaa" (Saaremaa Ooperipäevad) se celebren a Kuressaare cada estiu des de 1999. Altres festivals inclouen els "Dies de Música de Cambra de Kuressaare" (Kuressaare Kammermuusika Päevad), celebrats des de 1995 i el "Festival Marítim de Kuressaare" (Kuressaare Merepäevad), celebrat des de 1998.
Kuressaare també acull el club de futbol FC Kuressaare.

## Ciutats agermanades
L'antic municipi de Kuressaare era agermanat amb:
- Ekenäs, Finlàndia (des de 21 novembre 1988)
- Kuurne, Bèlgica (des de 9 agost 1998)
- Mariehamn, Finlàndia (des de 24 octubre 1991)
- Rønne, Dinamarca (des de 3 octubre 1991)
- Skövde, Suècia (des de 23 juny 1993)
- Talsi, Letònia (des de 27 maig 1998)
- Turku, Finlàndia (des de 30 maig 1996)
- Vammala, Finlàndia (des de 30 juny 1994)

## Fills il·lustres
- Eugen Dücker (1841–1916), pintor alemany del Bàltic
- Bernd Freytag von Loringhoven (1914–2007), oficial militar alemany
- Louis Kahn (1901–1974), arquitecte nord-americà
- Viktor Kingissepp (1888–1922), polític comunista estonià
- Karl Patrick Lauk (1997), ciclista estonià
- Richard Maack (1825–1886), naturalista rus
- Mikk Pahapill (1983), decatleta estonià
- Jüri Pihl (1954–2019), policia i polític estonià
- Mihkel Räim (1993), ciclista estonià
- Hannibal Sehested (1609–1666), estadista danès
- Ivar Karl Ugi (1930–2005), químic alemany
- Voldemar Väli (1903–1997), lluitador estonià
- Alexander Vostokov (1781–1864), filòleg rus